# Градець-Кралове (футбольний клуб)
ФК «Градець-Кралове» (чеськ. Fotbalový klub Hradec Králové) — чеський футбольний клуб з однойменного міста, заснований у 1905 році. Виступає у Першій лізі. Домашні матчі проводить на новому стадіоні Малшовічка Арена місткістю 9300 глядачів.

## Титули і досягнення
- Володар Кубка Чехії (1): 1995